# Mnemomyia mellea
Mnemomyia mellea is een vliegensoort uit de familie van de Mythicomyiidae. De wetenschappelijke naam van de soort is voor het eerst geldig gepubliceerd in 1908 door Bezzi, oorspronkelijk geplaatst in het geslacht Glabellula.